# Гурина (Свердловская область)
Гурина — деревня в Тугулымском городском округе Свердловской области, России.

## Географическое положение
Деревня Гурина муниципального образования «Тугулымского городского округа» расположена в 29 километрах к северу-западу от посёлка Тугулым (по автотрассе в 37 километрах), в истоке реки Липка (правый приток реки Тура), на северном берегу озера Гурино. В окрестностях находится национальный парк «Припышминские Боры» (Тугулымская Дача).

## Экономика
В окрестностях деревни находятся базы отдыха и детские лагеря.

## Население
| 2002 | 2010 | 2021 |
| ---- | ---- | ---- |
| 119  | ↘90  | ↘58  |